# Cherreau
Cherreau est une ancienne commune française, située dans le département de la Sarthe en région Pays de la Loire, devenue le 1er janvier 2019 une commune déléguée au sein de la commune nouvelle de Cherré-Au.
Elle est peuplée de 887 habitants.
Bien que située dans la région naturelle du Perche sarthois, la commune fait partie de la province historique du Maine.

## Géographie
La commune est en Perche sarthois. Son bourg est à 2 km limitrophe à l'est de La Ferté-Bernard et à 7 km au sud-ouest de Ceton.
| Avezé                               | Avezé    | Avezé        |
| Souvigné-sur-Même, La Ferté-Bernard | Cherreau | Ceton (Orne) |
| Cherré (comm. nouv. de Cherré-Au)   | Cormes   | Cormes       |

### Hameaux, lieux-dits, écarts
La Plisse -

## Toponymie
Le toponyme est attesté sous la forme de Charrio en 1330 et serait issu de l'anthroponyme gaulois Carius. C'est un diminutif de Cherré.
Le gentilé est Cherreausien.

## Histoire
Le 1er janvier 2019, Cherreau intègre avec Cherré la commune de Cherré-Au créée sous le régime juridique des communes nouvelles instauré par la loi no 2010-1563 du 16 décembre 2010 de réforme des collectivités territoriales. Les communes de Cherré et Cherreau deviennent des communes déléguées et Cherré est le chef-lieu de la commune nouvelle.

## Politique et administration
| Période                                  | Période  | Identité        | Étiquette | Qualité          |
| ---------------------------------------- | -------- | --------------- | --------- | ---------------- |
| janvier 2019                             | En cours | Catherine Bossy | SE        | Clerc de notaire |
| Les données manquantes sont à compléter. |          |                 |           |                  |

| Période                                  | Période       | Identité           | Étiquette   | Qualité                             |
| ---------------------------------------- | ------------- | ------------------ | ----------- | ----------------------------------- |
| 1953                                     | 1958          | Michel d'Aillières | Indépendant | Conseiller général à partir de 1957 |
|                                          |               |                    |             |                                     |
| (avant 2001)                             | ?             | Jean-Claude Gay    |             |                                     |
| 2006                                     | décembre 2018 | Michel Divaret     | SE          | Cadre méthodes                      |
| Les données manquantes sont à compléter. |               |                    |             |                                     |

Le conseil municipal est composé de quinze membres dont le maire et quatre adjoints. Ces conseillers intègrent au complet le conseil municipal de Cherré-Au le 1er janvier 2019 jusqu'en 2020 et Catherine Bossy devient maire délégué.

## Démographie
En 2021, la commune comptait 887 habitants. Depuis 2004, les enquêtes de recensement dans les communes de moins de 10 000 habitants ont lieu tous les cinq ans (en 2006, 2011, 2016, etc. pour Cherreau) et les chiffres de population municipale légale des autres années sont des estimations. 
Cherreau a compté jusqu'à 999 habitants en 1846.
| 1793 | 1800 | 1806 | 1821 | 1831 | 1836 | 1841 | 1846 | 1851 |
| ---- | ---- | ---- | ---- | ---- | ---- | ---- | ---- | ---- |
| 605  | 684  | 750  | 740  | 762  | 950  | 939  | 999  | 920  |

| 1856 | 1861 | 1866 | 1872 | 1876 | 1881 | 1886 | 1891 | 1896 |
| ---- | ---- | ---- | ---- | ---- | ---- | ---- | ---- | ---- |
| 965  | 953  | 930  | 956  | 974  | 903  | 394  | 417  | 421  |

| 1901 | 1906 | 1911 | 1921 | 1926 | 1931 | 1936 | 1946 | 1954 |
| ---- | ---- | ---- | ---- | ---- | ---- | ---- | ---- | ---- |
| 407  | 407  | 394  | 354  | 340  | 331  | 355  | 344  | 356  |

| 1962 | 1968 | 1975 | 1982 | 1990 | 1999 | 2006 | 2011 | 2016 |
| ---- | ---- | ---- | ---- | ---- | ---- | ---- | ---- | ---- |
| 327  | 372  | 552  | 558  | 694  | 726  | 787  | 881  | 942  |

| 2019 | - | - | - | - | - | - | - | - |
| ---- | - | - | - | - | - | - | - | - |
| 947  | - | - | - | - | - | - | - | - |

## Culture locale et patrimoine

### Lieux et monuments
- Église Saint-Symphorien, inscrite aux monuments historiques depuis le 16 février 1926[15]. Elle abrite de nombreuses œuvres classées à titre d'objets aux monuments historiques[16].
- Abbaye Notre-Dame de la Pelice, ancienne abbaye du XIIe siècle au lieu-dit La Plisse. Le logis abbatial est inscrit au titre des monuments historiques depuis le 3 juin 1986[17].
- Château de la Plisse.
- Château de la Sorrie.
- Vestiges du château de Plesse.